# Самнер (Мисури)
Самнер (енгл. Sumner) град је у америчкој савезној држави Мисури.

## Демографија
По попису из 2010. године број становника је 102, што је 40 (-28,2%) становника мање него 2000. године.
| Група             | 2000.       | 2010.        |
| Белци             | 138 (97,2%) | 102 (100,0%) |
| Афроамериканци    | 1 (0,7%)    | 0 (0,0%)     |
| Азијати           | 0 (0,0%)    | 0 (0,0%)     |
| Хиспаноамериканци | 0 (0,0%)    | 0 (0,0%)     |
| Укупно            | 142         | 102          |